# Ours
Ours är en amerikansk rockgrupp som bildades i början av 1990-talet i New Jersey. Frontfiguren Jimmy Gnecco startade sin musikkarriär i bandet Lost Child och senare The Harmony Bandits (som senare blev Ours). Mellan 1992 och 1994 släppte de sin första skiva Sour under eget bolag kallat Beatnik Records ägt av Mike Marri. Efter det upplöstes bandet och skulle inte återbildas på flera år.
1997 startade Jimmy Gnecco bandet på nytt. Fyra år senare släpptes "Distorted Lullabies" (2001) som fick blandade recensioner. Låten "Sometimes" hamnade på 31:a plats på USA:s Billboard of Modern Rock Charts.
Året därpå släpptes tredje albumet "Precious" (2002) som gav bättre recensioner vilket också resulterade i att de blev förband till The Wallflowers.
2004 bytte gruppen miljö och flyttade till Los Angeles för att jobba med den omtalade producenten Rick Rubin. 2008 blev resultatet "Mercy" (Dancing for the Death of an Imaginary Enemy).
Efter att ha tillbringat åren 2009 till 2011 på sin solokarriär så återförenades Jimmy med resten av bandet för att till slut släppa skivan "Ballet The Boxer 1 (2013)".
Jimmy Gnecco var god vän med Jeff Buckley och skrev låten "I Heard You Singing" till honom.
Nuvarande medlemmar i bandet är Jimmy Gnecco, Static, April Bauer, Chris Goodlof och Race.

## Historia

### 1992-1997: Sour
Kort efter att The Harmony Bandits bytt namn till Ours släppte de sitt första demoalbum år 1994. Albumet fick titeln Sour, ett anagram av bandnamnet Ours. Jimmy har senare beskrivit låtskrivarprocessen för albumet som begränsande, då resten av bandet sällan gick med på de idéer som han hade för låtarna. Dessutom fick låtar såsom Kill Me inte plats, något som Jimmy också beklagat sig över. Bandet splittrades kort efter demoalbumet. 
Trots detta väckte musiken stort intresse från amerikanska skivbolag, främst med fokus på frontmannen. Jimmy ansåg sig dock inte redo eller mogen nog för livet som artist, och valde att vänta några år innan han tog ett beslut. Under denna period skrev han majoriteten av låtarna som senare skulle komma att bli albumet Distorted Lullabies.

### 1998-2001: Distorted Lullabies och DreamWorks Records
1997 skrev han ett skivkontrakt med DreamWorks Records för fyra album. Vid denna tidpunkt hade bandet splittrats, och Jimmy Gnecco tog då med sig bandnamnet som han kom på när han skrev på för skivbolaget, och har sedan dess använt det oavsett vilka bandmedlemmar han har spelat med.
Det första officiella albumet av Ours spelades in och producerades mellan 1997 och 2001 , även om många av låtarna hade skrivits långt tidigare. Albumet släpptes slutligen den 15 maj 2001.

### 2002: Precious
Ett år efter att Distorted Lullabies släpptes påbörjades arbetet med det andra albumet. Jimmy Gnecco bestämde sig därför att prova något annorlunda, även om han inte förväntade sig att folk skulle förstå varför förrän långt senare, när han släppte sin tredje skiva som då skulle vara en blandning av vad han hade gjort på Distorted Lullabies och Precious. 
Under albumskapandets gång försökte Dreamworks involvera sig för att övertala Jimmy att inkludera flera coverlåtar på skivan för att öka intresset, något han själv var emot. Till slut blev han övertalad, och Femme Fatale av The Velvet Underground inkluderades  på albumet.
Albumet producerades av Ethan Johns och släpptes den 5 november 2002. 

### 2003-2008: Mercy
Ours hade spelat in sex låtar för sin tredje skiva när DreamWorks Records tillkännagav att de på grund av dåliga försäljningssiffror hade stora ekonomiska problem. Bolaget såldes till Universal Music Group, och Ours förflyttades till Geffen Records år 2004. 
Efter detta flyttades bandet mellan en mängd olika bolag såsom Interscope, innan de slutligen skrev ett nytt kontrakt med American Recordings för att få släppa skivan som de hade spelat in under tiden bolagsproblemen pågick. Skivan producerades av Rick Rubin, och släpptes efter många förseningar den 15 april 2008, trots att skivan var färdiginspelad redan 2006. 

### 2009-2011: Jimmys solokarriär
Efter flera års turnerande bestämde sig Jimmy att det var dags att spela in ett soloalbum, och bandet Ours tog därför ett uppehåll. Soloalbumet fick titeln The Heart, och släpptes 2010. Alla instrument spelades av Jimmy själv, och produktionen skötte han på egen hand. Efter en soloturné bjöd Jimmy in medlemmarna från Ours till att spela solomaterialet med honom live. Efter det bestämde de sig dessutom för att återigen spela in låtarna, denna gång med hela bandet. Albumet släpptes 2011 och kallades The Heart X.

### 2012-2013: Ballet The Boxer 1
Efter den korta solokarriären avslöjade bandet att de hade påbörjat skrivandet av det fjärde albumet 2012. Detta följdes av en så kallad crowdfunding-kampanj genom PledgeMusic. Då bandet hade bestämt sig för att spela in och släppa skivan själva, utan skivbolag, krävdes ekonomiska resurser från annat håll. Därför erbjöd de produkter och tjänster såsom signerade vinylskivor, Skypeintervjuer och privata konserter. Kampanjen uppfyllde och övergick det utsatta målet, och albumet, Ballet The Boxer 1, släpptes den 11 juni 2013.

### 2014-2021: New Age Heroine II, Ours och The Bella Fall
2014 avslöjade Jimmy att han och resten av bandet arbetade med en omfattande kategorisering och inspelning av alla de låtar han hade skrivit genom åren, totalt runt 100 låtar. I januari 2017 avslöjades att låtarna skulle släppas i albumformat i omgångar. Det första albumet i serien fick titeln Spectacular Sights, med releasedatum den 27 juni samma år. Till följd av mixarens dödsfall samma år sköts albumet upp, och Jimmy bestämde sig för att färdigställa låtarna själv. Detta drog ut på tiden, och Jimmy valde istället att släppa skivan New Age Heroine II 2018. Spectacular Sight fick nytt releasedatum 2019. Skivan sköts dock upp igen, och under tiden skrev och spelade bandet in fler låtar. Projektet utvecklades till ett album i tre delar, The Towering Garden, Azurite, och Spectacular Sight. Den nya albumtiteln blev Ours, något Jimmy motiverade med att detta var albumet han alltid velat spela in, och således det album som bäst sammanfattade bandet. När albumet väl släpptes den 14 maj 2021 gjordes det dessutom tillsammans med EP:n The Bella Fall, och remasters av både Ballet The Boxer 1 och New Age Heroine II.

## Medlemmar
Nuvarande medlemmar
- Jimmy Gnecco – sång, gitarr, piano, trummor
- Mikey Iasiello – gitarr
- Carmelo Risquet – basgitarr
- April Bauer – keyboard
- Chris Iasiello – trummor

Tidigare medlemmar
- Locke – gitarr, keyboard
- Static – gitarr
- Race – gitarr, keyboard
- Dave Milone – gitarr
- James Bray – gitarr, basgitarr, keyboard
- Chris Goodlof – basgitarr
- Ethan Johns – trummor
- Zambia Greene – trummor
- Tony Angerson – trummor
- Anthony DeMarco – keyboard
- Scott Greco – basgitarr

## Diskografi
Studioalbum
- Sour (1994)
- Distorted Lullabies (2001)
- Precious (2002) (US #187)
- Mercy (Dancing for the Death of an Imaginary Enemy) (2008) (#11 US Heatseekers)
- Ballet the Boxer 1 (2013)
- New Age Heroine II (2018)
- Ours (2021)

EPs
- Media Age (2020)
- The Bella Fall (2021)

Singlar
- "Sometimes" (2001) (#31 US Modern Rock)
- "Leaves" (2002)
- "The Worst Things Beautiful" (2008)
- "Devil" (2013)
- "Pretty Pain" (2019)
- "Slipping Away" (2019)
- "New Age Heroine" (2019)
- "Wounds of Love" (2019)
- "Don't Wanna Be A Star" (2020)